# جيمس رونسيمان
جيمس رونسيمان (أغسطس 1852-6 يوليو 1891) كان معلمًا للغة الإنجليزية ومؤلفًا وصحفيًا.
ولد جيمس رونسيمان في كريسويل، وهي قرية تقع بالقرب من موربيث في نورثمبرلاند، والد جيمس هو والتر رونسيمان كان حارسًا للسواحل، ووالدته جان فينلي. تلقى تعليمه في مدرسة إلينغتون، ثم درس لمدة عامين في المدرسة البحرية في غرينتش، كنت، وأصبح بعد ذلك تلميذًا مدرسًا في مدرسة نورث شيلدز الفقيرة. بعد فترة فاصلة قضاها في كلية تدريب المعلمين التابعة لجمعية المدارس الأجنبية والبريطانية في بورو رود (كلية بورو رود، التي انتقلت لاحقًا إلى إسلورث)، التحق بخدمة مجلس مدرسة لندن، حيث عمل كرئيس على هذه المدارس على التوالي في شارع هيل، ديبتفورد، ساوث ستريت، غرينتش وفي بلاكهيث هيل.
حينما كان مديرًا في مدرسة، قرأ لنفسه ذات ليلة، ثم حاول أن يجرب العمل في الصحافة. فسرعان ما كتب بانتظام للمعلم ومدير المدرسة وفانيتي فير؛ من الورقة الأخيرة فأصبح محررًا فرعيًا في عام 1874. في يناير 1874، حصل على شهادة البكالوريوس في جامعة لندن، واجتاز أول امتحان بكالوريوس في العلوم في عام 1876. حوالي عام 1880، بينما كان يواصل عمله المدرسي، كان محررًا فرعيًا في لندن، وهي صحيفة قصيرة العمر، حررها السيد WE Henley.
لاحقًا، اقتصر على مهنة الصحافة فقط. ككاتب في موضوعات اجتماعية أو أخلاقية، أثبت أنه نشيط ومتعدد المواهب، لكن أفضل أعماله الأدبية وصفت حياة صيادي بحر الشمال، الذين قضى معهم العديد من إجازاته.
أعيدت طباعة سلسلة من الرسومات التخطيطية للملاحة البحرية، والتي ساهم بها في جريدة سانت جيمس جازيت، باسم "The Romance of the Coast". أهدى كتابه «حلم بحر الشمال»، وهو سرد حي لمخاطر الصيادين، للملكة فيكتوريا، التي قبلت هذا التكريس. مات جيمس في عمر مبكر، بسبب الإفراط في العمل، في تينيسايد، طريق مينيرفا ، كينغستون أبون تيمز، ساري.

## أعماله
- The Romance of the Coast, 1883.
- Grace Balmaign's Sweetheart, 1885.
- Skippers and Shellbacks, 1885.
- School Board Idylls, 1887.
- Schools and Scholars, 1887.
- The Chequers, being the Natural History of a Public House set forth in a Loafer's Diary, 1888.
- A Dream of the North Sea, 1889,
- Joints in our Social Armour, 1890; reprinted as The Ethics of Drink and Social Questions, or Joints in our Social Armour, 1892.
- Side Lights, with Memoir by غرانت ألين، and Introduction by W. T. Stead; edited by J. F. Runciman, 1893.

## روابط خارجية
- مؤلفات James Runciman في مشروع غوتنبرغ
- أعمال أو نبذة عن جيمس رونسيمان على أرشيف الإنترنت